# Belize barriärrev
Belize barriärrev är det största barriärrevssystemet på norra halvklotet och ligger grovt räknat 300 meter utanför kusten i norr och 40 km utanför Belize södra kust. Barriärrevet utgör en 300 km lång sträcka av det 900 km långa Mesoamerikanska barriärrevssystemet, som fortsätter från Cancún intill nordöstra spetsen av Yucatanhalvön förbi Riviera Maya upp till Honduras vilket gör detta korallrev till ett av de största i världen efter Stora barriärrevet i Australien och efter Nya Kaledoniens barriärrev. Det är Belize främsta turistdestination för främst sportdykning och snorkling. Det besöks av nästan hälften av landets 260 000 besökare och är av största betydelse för fiskeindustrin.
Charles Darwin beskrev 1842 korallrevet som "det mest anmärkningsvärda revet i Västindien".
Barriärrevet är sedan 1996 ett världsarv.

## Arter
Belize barriärrev är hem för en stor mångfald av djur och växter och ett av världens mest mångfasetterade ekosystem:
- 70 arter av Stenkoraller
- 36 arter av Alcyonacea (mjukkoraller)
- 500 fiskarter
- Hundratals ryggradslösa djurarter

Då 90 procent av revet ännu inte är vetenskapligt undersökt, uppskattar man att endast 10 procent av alla arter har upptäckts.

## Skydd av revet
En stor del av revet skyddas av Belize Barrier Reef Reserve System, som även inkluderar sju marinreservat, 450 grund och 3 atoller. Totala ytan är 960 km², inklusive:
- Great Blue Hole
- Bacalar Chico nationalpark
- Glovers Reef marinreservat
- Half Moon Caye naturmonument
- Hol Chan marinreservat
- Laughing Bird Caye nationalpark
- Sapodilla Cayes marinreservat
- South Wather Caye marinreservat

För sin exceptionella naturliga skönhet, betydande ekologiska och biologiska processer, och det faktun att revet utgör det mest betydelsefulla naturliga habibatet för bevarandet av den biologiska mångfalden fick revet världsarvsstatus 1996.
Trots alla skyddsåtgärder, hotas revet av oceaniska föroreringar liksom okontrollerad turism, sjöfart och fiske. De främsta hoten anses vara orkaner tillsammans med den globala uppvärmningen som resulterar i ökade havstemperaturer, vilket orsakar korallblekning. Forskare hävdar att över 40% av Belize korallrev har skadats sedan 1998.
Belize barriärrev har påverkats av två massblekningar. Den första inträffade 1995, då det uppskattas att 10 procent av korallkolonierna dog, enligt en report av Coastal Zone Management Institute i Belize. 1997 och 1998, skedde en andra massblekning, som sammanföll med förstörelse orsakad av orkanen Mitch. Biologer observerade en minskning på 48 procent av antalet levande koraller över hela Belize revsystem.
Vanligen är det svårt att särskilja om orsaken till korallblekningen är på grund av mänskliga aktiviteter eller naturliga omständigheter såsom stormar eller bakteriella variationer. Men när det gäller Belize barriärrev, gäller inte många faktorer som kan göra särskiljandet svårt. Folkmängden är betydligt lägre än i de omgivande områdena nära andra korallrev, så mänsklig aktivitet och föroreningarna är betydligt lägre jämfört med andra korallrev och Belize revsystem ligger i ett betydligt mer slutet område.
När korallblekning sker, dör en stor del av korallerna och de resterande delarna av ekosystemet börjar reparera skadan. Chanserna till återhämtning är låg, då korallerna som är blekta blir mycket mer känsliga för sjukdomar. Sjukdomar dödar ofta fler koraller än själva blekningen. Fortgår blekningen, har korallrevet liten eller ingen chans att återhämta sig.